# Elio Vittorini
Elio Vittorini (Italiano: [ˈɛːljo vittoˈriːni] (escutarⓘ); Siracusa, 23 de julho de 1908 – Milão, 12 de fevereiro de 1966) foi um escritor, editor e tradutor italiano.
Contemporâneo de Cesare Pavese e voz influente na escola modernista literária, é conhecido por sua obra antifascista Conversazione in Sicilia (Conversa na Sicília), escrita entre 1938 e 1939, obra pela qual foi preso em 1941, ano da publicação. É uma obra simbólica sobre o regresso às origens e a redescoberta de um mundo que deve ser recuperado à escala humana. Adaptações cinematográficas foram feitas a partir de várias de suas obras. A primeira edição norte-americana foi publicada em 1949, com introdução de Ernest Hemingway, cujo estilo influenciou o próprio Vittorini e este livro em especial.
Siciliano, logo deixou sua terra natal para se estabelecer no Friul, depois em Florença e finalmente em Milão. Começou a se interessar pela literatura colaborando em algumas revistas e no La Stampa. Logo se posicionou contra os velhos estereótipos da tradição e ficou do lado dos novos modelos literários do século XX. Após a Guerra Civil Espanhola tornou-se um antifascista radical e juntou-se ao Partido Comunista Italiano, colaborando com a Resistência durante a década de 1940. Escritor comprometido, suas obras incluem contos, traduções diversas, ensaios e romances.

## Biografia
Vittorini nasceu em Siracusa, em 1908. Com seu irmão Giacomo, durante a infância acompanhou seu pai (ferroviário e depois chefe de estação) em suas viagens de trabalho pela Sicília: o trem e a viagem se tornariam mais tarde elementos centrais de seu trabalho. Em 1922, Vittorini juntou-se a um grupo espontâneo chamado "os filhos do Etna". Depois da escola básica, frequentou o curso de contabilidade sem muito interesse, ao mesmo tempo que dedicava grande atenção à leitura autodidata, entrava em contato com ambientes populares e olhava com interesse o debate cultural. Aos 17 anos já havia fugido de casa três vezes. Em 1925, tentou alistar-se como piloto, mas a sua família conseguiu impedi-lo de prosseguir esse propósito.
Por um breve período, trabalhou como operário da construção civil na Veneza Júlia, após o qual se mudou para Florença para trabalhar como corretor de tipos (um trabalho que abandonou em 1934 devido a um envenenamento por chumbo). Por volta de 1927 seu trabalho começou a ser publicado em revistas literárias. Em muitos casos, edições separadas de seus romances e contos desse período, como Il garofano rosso, só foram publicadas depois da Segunda Guerra Mundial, devido à censura fascista. Em 1937, foi expulso do Partido Nacional Fascista por escrever em apoio ao lado republicano na Guerra Civil Espanhola.
Em 1926 dedicou-se principalmente à leitura, interessando-se pelos simbolistas, como Proust, Guicciardini, Bergson, James, Kant e Hegel. Com um amigo tentou fundar um periódico, mas sem sucesso. Nesse período conheceu Enrico Falqui e teve a oportunidade de enviar sua prosa ao então diretor do quinzenal La Conquista dello Stato, Curzio Malaparte. A segunda destas prosas, um artigo político sobre as posições fascistas antiburguesas, foi publicada na revista, fundada por Malaparte em 1924, que acolheu principalmente contribuições da ala esquerda do fascismo, orientadas para o desmantelamento dos privilégios burgueses e a criação de um estado socialista. O artigo de Vittorini foi intitulado L'ordine nostro. Lettera a Vossignoria (Nosso pedido. Carta a Vossa Senhoria na forma, precisamente, de uma carta ao diretor) e foi publicada em 15 de dezembro de 1926.
Em 1930, viajando de Siracusa a Florença para visitar seu tio pintor, Giusto, Vittorini decidiu mudar-se definitivamente para a capital toscana, onde trabalhou como revisor, inicialmente para a editora Solaria e depois para La Nazione. Durante este período escreveu diversas resenhas de livros e filmes para vários periódicos florentinos, incluindo Il Bargello. Aprendeu inglês e, com a ajuda de Mario Praz, começou a trabalhar como tradutor. Em 1931, foi publicado pela Solaria seu primeiro livro, uma coletânea de contos intitulada Piccola borghesia (mais tarde reimpressa pela Arnoldo Mondadori Editore em 1953).
Em 1939, mudou-se para Milão. Uma coletânea de literatura norte-americana editada por ele teve a publicação atrasada pela censura. Grande crítico do regime de Benito Mussolini, Vittorini foi preso em 1942. Em seguida ele se filiou ao Partido Comunista da Itália e se tornou bastante ativo na resistência italiana, que serviu de base para seu livro de 1945, Uomini e no. Ainda em 1945, por um breve período, ele se tornou editor de publicações comunistas italianas, o L'Unita  e o Il Politecnico .

## Morte
Em 1963, Vittorini descobriu um câncer de estômago e passou por uma delicada cirurgia. Apesar da doença, voltou a trabalhar, editando a série literária Nuovi Diritti Ritori para a editora Mondadori e no ano seguinte a série Nuovo Politecnico para a editora Einaudi. No verão de 1965 o câncer manifestou-se de forma ainda mais agressiva, tornando-se incurável. Vittorini morreu em Milão, em sua casa na Viale Gorizia, em 12 de fevereiro de 1966, aos 57 anos; ele foi sepultado no cemitério de Concorezzo.
O Prêmio Literário Nacional Elio Vittorini, que acontece na cidade de Siracusa, é dedicado a Elio Vittorini.